# 職業訓練学校 (BBW)
職業訓練学校（しょくぎょうくんれんがっこう、独：Berufsbildungswerk、略称BBW）は、ドイツにおいて障害を持つ人が支援を受けながら専門技術を学ぶ学校である。

## 課程
BBWでは幅広い年代の子どもが技術を習得している。各学校で習得できる専門分野や技術の程度などは異なっており、金属加工、木材加工、建築技術、メディアデザイン、製本技術、塗装技術など多様なコースが存在する。BBWはデュアルシステムのもとで運営されており、企業でのワークショップと職業学校での座学の二つで構成されているまた、企業から職業学校に講師が派遣されることもある。